# هيرمان إنغستروم
هيرمان إنغستروم (بالسويدية: Herman Engström )‏ (و. 1882 – 1951 م) هو سياسي، من السويد، كان عضوًا في حزب العمل الاجتماعي الديمقراطي، توفي عن عمر يناهز 69 عاماً.

## مناصب
تولى منصب عضو البرلمان السويدي ‏.